# Passiflora montana
Passiflora montana (lạc tiên núi) là một loài thực vật thuộc họ Passifloraceae. Đây là loài đặc hữu của Ecuador. Loài Passiflora này có họ hàng gần gũi với Passiflora palenquensis, Passiflora deltoifolia, và Passiflora pergrandis. Nó thường được các dược sĩ cổ truyền dùng để trị trầm cảm tương tự như các loại thuốc MAOI.